# Тест Фінкбайнер

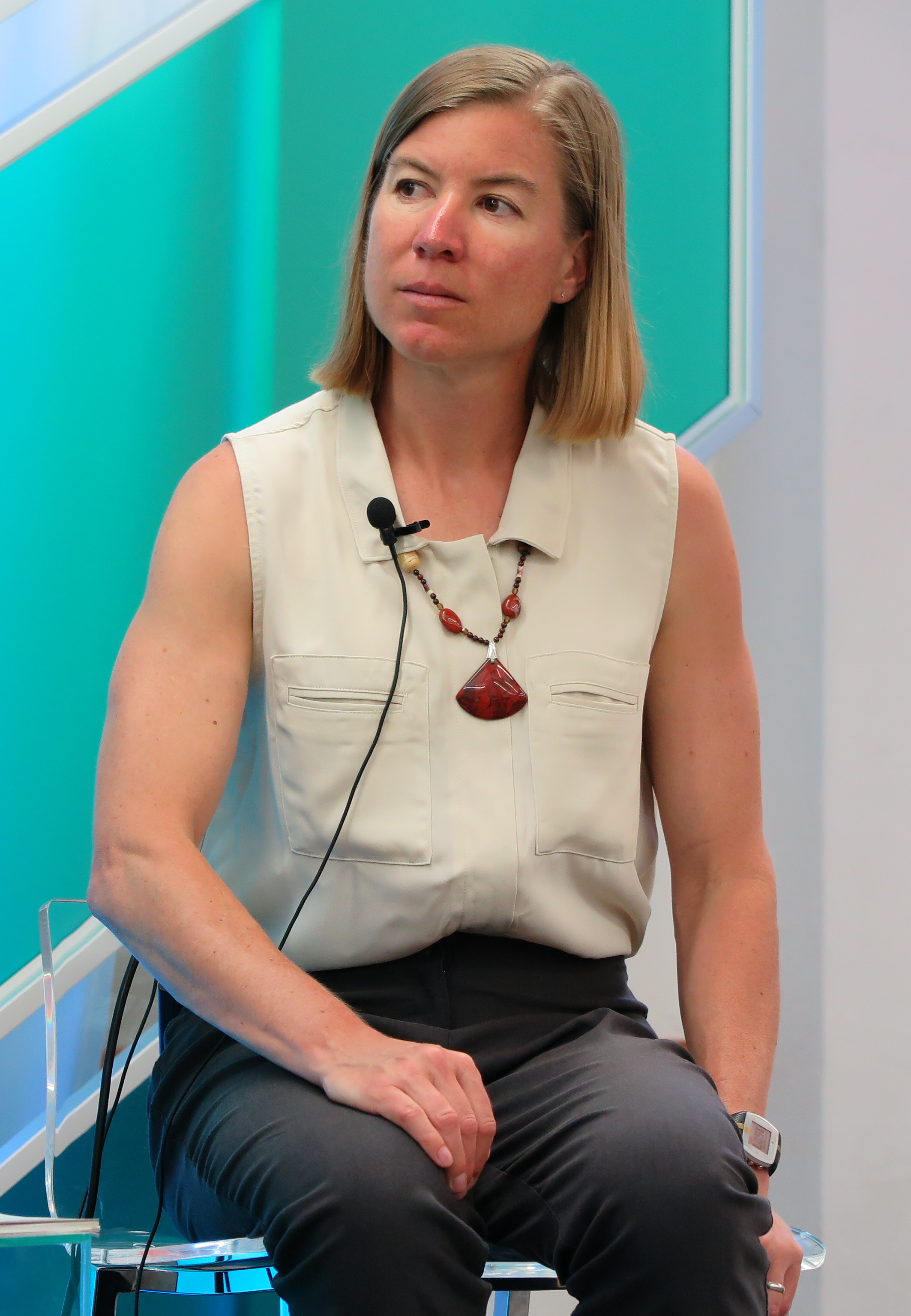
Крісті Ашванден на фестивалі Aspen Ideas 2015 року

Тест Фінкбайнер (англ. Finkbeiner test) — це тест на сексизм у журналістських текстах про науковиць, запропонований незалежною журналісткою Крісті Ашванден і названий на честь наукової журналістки Енн Фінкбайнер (Ann Finkbeiner).
Тест є контрольним списком, який допомагає науковим журналістам та журналісткам уникнути сексизму в статтях про жінок у науці. Він вимагає уникати опису науковиць з точки зору стереотипно жіночих рис, таких як їх сімейний стан, домашні обов'язки, баланс між кар'єрою і родиною, б'юті-практики (та інша неоплачувана робота), а також згадок про чоловіків і зв'язки з ними (сімейні чи особисті).
Тест Фінкбайнер був натхненний тестом Бекдел (що вимірює чоловікоцентричність зображення жінок у художній літературі).
Тест Фінкбайнер був пов'язаний з позитивними діями, тому що стиль письма може призвести до того, що аудиторія сприймає жінок у науці як відмінних від чоловіків негативними чи несправедливими способами. Тест допомагає уникнути сексизму у науковому звіті, подібному до різних варіантів тесту Бекдел, які зосереджуються на недостатньому представництві жінок та інших маргінальних груп у різних сферах кар'єри.
Тест є застосовним для суспільств із достатньою видимістю жінок (див. Ефект Матильди). Так, Васудеван Мукунт в The Wire вказує, що країни, в яких жінки вкрай недостатньо представлені в науці, можуть захотіти викривити правила тесту в надії висвітлити наявні системні бар'єри: "Корисність тесту заснована на міфі рівних умов гри — в Індії його немає".

## Застосування тесту
Тест Фінкбайнер — це контрольний список, щоб допомогти журналістській спільноті уникати сексизму в статтях у ЗМІ про жінок у науці. Щоб пройти тест, у статті про науковицю не варто згадувати:
- Факт того, що вона є жінкою (додатково наголошувати у тональності здивування);
- Роботу її чоловіка;
- Її догляд за дитиною;
- Яка вона турботлива до своїх підлеглих;
- Як вона була вражена конкуренцією у своїй сфері;
- Що вона є зразком для наслідування іншим жінкам;
- Що вона — "перша жінка, яка…";[6]

### Зворотній Фінкбайнер
Підхід «Зворотний Фінкбайнер» — це вправа, в якій студентство просять написати статтю про чоловіка-вченого, яка не пройшла б тест Фінкбайнер, якби стосувалась жінки.

## Історія
Крісті Ашванден сформулювала тест у статті інтернет-журналу для жінок «Double X Science» («Наука подвійної Х»), опублікованій 5 березня 2013 р. Ашванден створила тест у дусі тесту Бекдел — з метою виявлення сексизму в Голлівуді — у відповідь на сексистське висвітлення науковиць, яке зауважувала у медіа. Вона пригадувала:
 Кампанії з визнання видатних науковиць призвели до впізнаваного жанру висвітлення у ЗМІ. Назвемо це жанром «Жінка, яка …». Ви бачили ці профілі, звичайно, у вас є, тому що вони скрізь. Відмінною рисою профілю «Жінка, яка…» є те, що він ставиться до статі свого суб'єкта як до її найбільш головної деталі. Вона не просто велика вчена, вона жінка! І якщо вона також є дружиною і матір'ю, ці ролі теж підкреслюються. 
Ашванден назвала цей тест на честь журналістки Енн Фінкбайнер, лауреатки премії «Наукова комунікація 2008 року», яка пізніше написала історію для наукового блогу «Останнє слово про ніщо» про своє рішення не писати про тему своєї останньої статті — астрономку, «як жінку».
Обидві журналістки погоджуються, що тест «повинен застосовуватися головним чином до тих профілів вчених загального інтересу, які можна знайти в The New York Times або передній частині Nature, які повинні бути зосереджені на професійних досягненнях».
Суть тесту полягає в тому, щоб не переоцінювати або привілейовувати статі вченої. Навіть Фінкбайнер, яка пообіцяла «ігнорувати гендер», у своїй творчості насправді деколи мала тенденцію зосереджуватися на статі; в профілі астрономки вона згадала, що вчена була «першою», яка виграла певну нагороду. «Після того, як читач закликав Фінкбайнер дотримуватися її обіцянки, вона видалила цю згадку.»
Тактика виокремлення жінок як «зразків для наслідування» може також спотворити гендерну рівність при отриманні новин. Студенти цитують вчених і наставників будь-якої статі як «великі зразки для наслідування»; бути прикладом для наслідування не є унікальним для статі людини. Таким чином, підкреслення статі у профілях про членів маргіналізованих груп посилює їхню очікувану різницю, яка увічнює сексизм у науці.

## Вплив
Тест зіграв роль в критиці ЗМІ некролога в Нью-Йорк таймс розробниці ракет Івонн Брілл, опублікованому 30 березня 2013 року Дугласом Мартіном, що розпочинався зі слів: «Вона робила крутий бефстроганов, слідувала за своїм чоловіком, коли той змінював роботу, і припинила свою роботу на вісім років для виховання трьох дітей». Через кілька годин після публікації «Нью-Йорк Таймс» переглянула некролог, реагуючи на частину критики, і змінила версію на: «Вона була блискучою вченою — розробницею ракет, яка слідувала за своїм чоловіком, коли той змінював роботу…».
Інша стаття New York Times про Дженніфер Дудна, опублікована 11 травня 2015 року, отримала подібну критику з посиланням на тест Фінкбайнер. Стаття в The Globe і пошти про астрофізикиню Вікторію Каспі, опублікована 16 лютого 2016 року, отримала ту ж критику,, як і книга Девіда Кваммена «A Tangled Tree» через зневажливе ставлення до науковиць, особливо Лінн Маргуліс.
Сьюзен Гелман, професорка психології Мічиганського університету, аплодувала спробі повідомляти про науковиць, не підкреслюючи їхню стать, але ставить під сумнів, чи повинен тест Фінкбайнер намагатися усунути всі посилання на особисте життя, припускаючи, що натомість ця спроба має бути перетворена на запитання до вчених-чоловіків про їх особисті справи. Таку думку поділяють і інші автори.